# Асинхронное программирование
Асинхронное программирование — концепция программирования, которая заключается в том, что результат выполнения функции доступен не сразу, а через некоторое время в виде некоторого асинхронного (нарушающего обычный порядок выполнения) вызова.
В отличие от синхронного программирования, где компьютер выполняет инструкции последовательно и ожидает завершения системных операций (обращение к устройствам ввода-вывода, жесткому диску, сетевой запрос) блокируя следующие операции в потоке выполнения, в асинхронном программировании длительные операции запускаются без ожидания их завершения и не блокируя дальнейшее выполнение программы.
Использование кода асинхронного программирования позволяет освободить поток выполнения, из которого он был запущен, что приводит к экономии ресурсов, а также предоставляет возможность параллельных вычислений. Асинхронное программирование используется для оптимизации высоконагруженных приложений с частым ожиданием системы. Пользователям программ с графическим интерфейсом пользователя асинхронное программирование обеспечивает быстрый отклик. Серверным приложениям асинхронное программирование предоставляет больше возможностей для масштабируемости, по сравнению с синхронным.
Модели асинхронного программирования существуют во многих современных языках программирования, таких как C#, JavaScript, Python и других.